# Chorsk
Chorsk (biał. Хорск) – wieś na Białorusi, w obwodzie brzeskim, w rejonie stolińskim.
Znajduje się tu cmentarz prawosławny z kaplicą pw. Świętej Trójcy, administrowany przez parafię w Turach.
Wieś magnacka położona była w końcu XVIII wieku w Księstwie Dawidgródzkim w powiecie pińskim województwa brzeskolitewskiego.
W latach 1921–1939 w II Rzeczypospolitej, w województwie poleskim, w powiecie łuninieckim/powiecie stolińskim, siedziba gminy Chorsk.
W 1957 roku we wsi urodziła się Nina Kulsza – deputowana do Izby Reprezentantów Białorusi.